# سینه‌زغالی آنتیل
سینه‌زغالی آنتیل (نام علمی: Anthracothorax dominicus) نام یک گونه از سرده سینه‌زغالی است.